# Liste der Monuments historiques in Saint-Léger-sous-Margerie
Die Liste der Monuments historiques in Saint-Léger-sous-Margerie führt die Monuments historiques in der französischen Gemeinde Saint-Léger-sous-Margerie auf.

## Liste der Immobilien
| Bezeichnung     | Beschreibung           | Standort              | Kennzeichnung | Schutzstatus | Datum | Bild           |
| --------------- | ---------------------- | --------------------- | ------------- | ------------ | ----- | -------------- |
| Kirche St-Léger | ab dem 16. Jahrhundert | Rue Principale (Lage) | PA00078221    | Inscrit      | 1987  | weitere Bilder |

## Liste der Objekte
| Bezeichnung                                    | Beschreibung                                                                 | Standort                      | Kennzeichnung | Schutzstatus | Datum | Bild |
| ---------------------------------------------- | ---------------------------------------------------------------------------- | ----------------------------- | ------------- | ------------ | ----- | ---- |
| Skulptur Madonna mit Kind (1)                  | Holz, farbig gefasst, Anfang des 18. Jahrhunderts                            | in der Kirche St-Léger (Lage) | PM10001966    | Classé       | 1960  |      |
| Gemälde Der heilige Ludwig mit der Dornenkrone | Ölfarbe auf Leinwand, Holzrahmen, 18. Jahrhundert                            | in der Kirche St-Léger (Lage) | PM10003611    | Inscrit      | 1983  |      |
| Skulptur Heiliger Edmund                       | Holz, farbig gefasst, Anfang des 18. Jahrhunderts                            | in der Kirche St-Léger (Lage) | PM10001964    | Classé       | 1960  |      |
| Skulptur Madonna mit Kind (2)                  | Kalkstein, farbig gefasst, 14. Jahrhundert                                   | in der Kirche St-Léger (Lage) | PM10001962    | Classé       | 1960  |      |
| Gemälde Kreuzabnahme                           | Ölfarbe auf Leinwand, 17. Jahrhundert                                        | in der Kirche St-Léger (Lage) | PM10001967    | Classé       | 1983  |      |
| Hauptaltar                                     | Altartisch, Tabernakel und Retabel; Holz, farbig gefasst und vergoldet, 1719 | in der Kirche St-Léger (Lage) | PM10003612    | Inscrit      | 1983  |      |
| Kirchenfenster                                 | aus dem 16. Jahrhundert                                                      | in der Kirche St-Léger (Lage) | PM10001961    | Classé       | 1913  |      |
| Skulptur Heiliger Nikolaus                     | Holz, farbig gefasst, 16. Jahrhundert                                        | in der Kirche St-Léger (Lage) | PM10001963    | Classé       | 1960  |      |
| Skulptur Heiliger Leodegar                     | Holz, farbig gefasst, Anfang des 18. Jahrhunderts                            | in der Kirche St-Léger (Lage) | PM10001965    | Classé       | 1960  |      |